# Deb Matthews
Pour les articles homonymes, voir Matthews.
Deborah Drake Matthews, née le 2 novembre 1953 à London en Ontario, est une femme politique ontarienne.
Elle est la députée de la circonscription de London-Centre-Nord à l'Assemblée législative de l'Ontario de 2003 à 2018 sous la bannière du Parti libéral de l'Ontario. De 2013 à 2018, elle est vice-première ministre de l'Ontario dans le cabinet de Kathleen Wynne.